# محمد أحمد خليفة السويدي
محمد أحمد خليفة السويدي شاعر وأديب إماراتي، يعد من الشعراء المجددين في الشعر المحكي.

## حياته
ولد في مدينة العين موطن عائلة السويدي، نشأ في أسرة محبة للعلم والمعرفة، تلقى تعليمه الإعدادي في مدرسة محمد بن القاسم في أبوظبي. في عام 1977 أتم تعليمه الثانوي في مدرسة أبوظبي الثانوية. وواصل دراسة اللغة الإنجليزية في مدينة سكاربرا بـ المملكة المتحدة.
أكمل تعليمه الجامعي في الولايات المتحدة، في إنديانابوليس ثم في لوس أنجلوس بولاية كاليفورنيا، حيث حصل عام 1982 على درجة البكالوريوس في الاقتصاد من جامعة «كال بالي-Cal Poly».
بدأ منذ عام 1983 في نشر أشعاره الأولى في صحف الإمارات، الاتحاد والبيان والخليج. وله عدة دواوين شعرية فصحى ونبطية.
شغل السويدي عام1987 م منصب مدير مؤسسة الثقافة والفنون في المجمع الثقافي بأبوظبي. وفي عام 1990 تولى منصب الأمين العام للمجمع الثقافي حتى عام 2006 م. أختير عضواً في المجلس الأعلى لـ جامعة الإمارات العربية المتحدة في العين. يرأس حالياً مجلس إدارة العديد من الشركات الخاصة والفاعليات الثقافية والاقتصادية بالدولة كدار السويدي و القرية الإلكترونية أبوظبي. وهو عضو في جمعية الاقتصاديين والتجاريين واتحاد كتاب وأدباء الإمارات والعديد من الجمعيات ذات النفع العام.

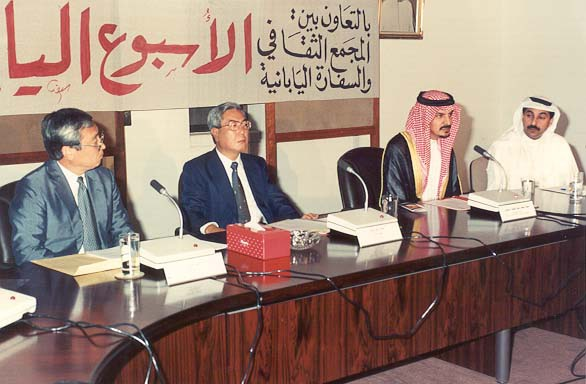
مؤتمر صحفي - سعادة محمد أحمد السويدي (الثاني يمين الصورة) مع سعادة / تاتيكي يونياما سفير اليابان لدى الإمارات في إطار فعاليات الأسابيع الثقافية بالمجمع الثقافي عام 2000

## شعره الغنائي
له العديد من الأغاني، منها:
- 1- سبع رسالات إلى فينوس، غناء مارسيل خليفة.
- 2- علليني، غناء مارسيل خليفة.
- 3- يسقي وطنهم سيل، غناء مارسيل خليفة.
- 4- يا ساري، غناء مارسيل خليفة.
- 5- ألقاك مني، غناء خالد الشيخ.
- 6- أيا من غاب، غناء خالد الشيخ.
- 7- أحب الليل، غناء خالد الشيخ.
- 8- أفارق، غناء خالد الشيخ.
- 9- إنتو نسيتونا، غناء خالد الشيخ.
- 10- مستحيل، غناء خالد الشيخ.
- 11- يا غايب عن ناظري، غناء خالد الشيخ.
- 12- يا قمر، غناء خالد الشيخ.
- 13- يضنيني الوجد، غناء خالد الشيخ.
- 14- سحر القوافي، غناء خالد الشيخ.
- 15- عذاري، غناء خالد الشيخ.
- 16- عذبة الصوت، غناء خالد الشيخ.
- 17- دقايق، غناء عبد الله رشاد.
- 18- قصيدة زايد، غناء عبد الله رشاد.
- 19- كتاب الورد، غناء عبد الله بالخير.
- 20- أنوار وأمواه، غناء عبد الله بالخير.
- 21- بات حبك في عيوني، غناء عبد الله بالخير.
- 22- حديث الشوق، غناء عبد الله بالخير.

## إنتاجه الشعري
صدرت له خمسة دواوين شعرية باللغة العربية، هي:
- 1- موانئ السحر 1986م.
- 2- أحلام وردية – 1988م.
- 3- أساور في ذراع القمر – 1990م.
- 4- دقاقة الطار – 1993م.
- 5- رفيق الليل – 1996م.

وترجمت الكثير من قصائده إلى اللغات الإنجليزية والفرنسية والإسبانية، وله مجموعة شعرية باللغة الإنجليزية، هي:
- 6- Pathways of Dawn, 1997.

## إنتاجه الأدبي

### المؤلفات
- يوميات دير العاقول: سيرة أبي الطيب المتنبي

### المقالات
- السلام عليك يا صاحب القبر.
- أَوَصَلّى الناس.
- بسملة.
- بين المتنبي والنامي.
- ترابها كحل وذبابها نحل وحشيشها زعفران.
- ثلاثة عشر مشهداً ومشهد.
- سيد من اليمن.
- صاح ديك فانقطع خاطري.
- مراتب الحب.
- من قتل المتنبي؟

## أعماله المترجمة
- 1- رحلة إلى شمال البلاد لباتشو.
- 2- قصائد من العالم: طاغور، أوفيد، لوركا وغيرهم.
- 3- إخلاص لأوفيد.

## أعماله الأدبية

### الموسوعة الشعرية
وتهدف إلى جمع الشعر العربي منذ عصر ما قبل الإسلام حتى العصر الحديث. حوى الإصدار الأول الصادر في عام 1998م حوالي 180 ألف بيت شعر لـ 80 شاعراً. وضم الإصدار الثاني عام 2001م أكثر من مليون وثلاثمائة ألف بيت لأكثر من 100 شاعر، أما الإصدار الثالث الصادر عام 2004م فقد حوى أكثر من مليوني و400 ألف بيت شعر في 2300 ديوان شعر، إضافة إلى عشرة من معاجم اللغة العربية و265 مرجعاً أدبياً. وتقع الموسوعة في قرص ليزري واحد.

### الكتاب المسموع
بدأ مشروع الكتاب المسموع المنتج في شكل شريط كاسيت/ فيديو، في العام 1979م، قد تم إنتاج ما يقارب 70 كتاباً حتى نهاية العام 2005م . وشملت الكتب المسموعة مجموعة من أمهات الكتب العربية والكتب المترجمة، إضافة إلى مجموعة من الأنشطة التي نظمها المجمع الثقافي . ومن هذه الكتب في التراث والشعر والترجمة والموسيقى وفنون الشعوب: البخلاء، الحيوان، كليلة ودمنة وغيرها.

## المنشورات
أسس محمد السويدي قسم النشر في المجمع الثقافي عام 1994م، ومنذ ذلك الوقت بلغت إصدارته ما يقارب 300 كتب في كل الحقول العلمية والأدبية والفنية والفكرية. تميزت بجودة موضوعاتها وإخراجها الفني. من بين هذه الإصدارات: رؤية هابل (الحائز على جائزة مؤسسة الكويت للتقدم العلمي)، الخيول، حافة العلم ريتشارد موريس.

### دار السويدي للنشر
مؤسسة ثقافية عربية غير ربحية مقرها أبوظبي، تأسست عام 1989، ومن إصداراتها: فنون عصر النهضة لـ ثروت عكاشة، بأجزائه الثلاثة: عصر الرينسانس، عصر الباروك، عصر الروكوكو، تاريخ الفنون الإسلامية لمحمود يوسف خضر، موانئ السحر.

## الجوائز

### جوائز نالها
- 1- حاز على وسام فارس من الجمهورية الإيطالية، تقديراً لجهوده في تشجيع الفنون الجادة وخدمة الثقافة العالمية.

### جوائز منحها
يمنح الأستاذ محمد السويدي سنوياً جوائز لأفضل الأعمال في أدب الرحلات، يطلق عليها: "جائزة ابن بطوطة لأدب الرحلة"، حيث تقدمها دار السويدي منذ العام 2003، بهدف تشجيع أعمال التحقيق والتأليف والبحث في مجال الأدب الجغرافي وأدب الرحلات. تشرف عليها لجنة تحكيم مكونة من نخبة من الأساتذة المتخصصين والأدباء العرب. تضم خمسة جوائز في خمسة مجالات:
- 1- "جائزة المخطوطات المحققة"، لأفضل ثلاثة أعمال في تحقيق مخطوطات الرحلة القديمة.
- 2- "جائزة الرحلة المعاصرة"، لأفضل كتاب في رحلة كتبت حديثاً.
- 3- "جائزة الدراسات في الأدب الجغرافي"، لأفضل كتاب في هذا المجال.
- 4- "جائزة المذكرات واليوميات"، لأفضل كتاب في السيرة الشخصية.
- 5- "جائزة الرحلة الصحفية"، لأفضل كتاب لرحلة قام بها صحفي.

وقد فازت بجائزة ابن بطوطة الأعمال التالية:
الأعمال الفائزة عام 2003
- 1- رحلة إحراز المعلّى والرقيب 1785 لمحمد بن عبد الوهاب بن عثمان المكناسي، تحقيق د. محمد بوكبوط، فازت بالمركز الأول.
- 2- الرحلة الأوروبية 1919 لمحمد بن الحسن الحجوي الثعالبي، تحقيق د. سعيد الفاضلي، فازت بالمركز الثاني.
- 3- الرحلة التتويجية إلى عاصمة البلاد الإنجليزية 1902 للحسن بن محمد الغسال، تحقيق د. عبد الرحيم مودن، فازت بالمركز الثالث.
- 4- عين وجناح: رحلات في الجزر العذراء، زنجبار، تايلند، فيتنام، الأندلس والربع الخالي، محمد الحارثي، فازت بجائزة الرحلة المعاصرة.

الأعمال الفائزة عام 2004
- 1- الرحلة البدرية إلى المنازل الرومية (القرن السادس عشر) لبدر الدين الغزي، تحقيق مهدي الرواضية من الأردن، فازت بالمركز الأول.
- 2- إتحاف الأخيار بغرائب الأخبار: رحلة إلى فرنسا، بلجيكا، إنكلترا، إيطاليا 1876 لإدريس الجعيدي السلوي. تحقيق وتقديم: د. عز المغرب معنينو من المغرب، فازت بالمركز الثاني.
- 3- الرحلة المعينية 1938 لماء العينين بن العتيق، تحقيق وتقديم: د. محمد الظريف من المغرب، فازت بالمركز الثالث.
- 4- مدن ووجوه: رحلات إلى إسطنبول، المغرب، لشبونة، علي مصباح من تونس، فازت بجائزة الرحلة المعاصرة.
- 5- الرحلة العربية إلى أوروبا وأمريكا والبلاد الروسية خلال القرنين التاسع عشر والعشرين: دراسة في المحتمل، د. عبد النبي ذاكر من المغرب، فازت بجائزة الدراسات في الأدب الجغرافي.

الأعمال الفائزة عام 2005
- 1- الرحلة العياشية 1661م–1663 لأبي سالم عبد الله بن محمد العياشي، تحقيق د. سعيد الفاضلي ود. سليمان القرشي من المغرب، فازت بالمركز الأول.
- 2- بلغة المرام في الرحلة إلى بيت الله الحرام وإلى المدينة النبوية 1852 ليحيى بن مطهر بن إسماعيل، تحقيق عبد الله محمد الحبشي من اليمن وحسني محمد ذياب من سوريا، فازت بالمركز الثاني.
- 3- رحلة ابن بُطْلان 1049م ليوحنا المختار بن الحسن بن عبدون بن سعدون بن بُطلان، تحقيق د. شاكر لعيبي من العراق، فازت بالمركز الثالث.
- 4- خرائط منتصف الليل: رحلات في إسطنبول، أثينا، الجزائر، وطهران، علي بدر من العراق، فازت بجائزة الرحلة المعاصرة.
- 5- الرحلة السفارية: إنتاج الدلائل ومنطق الأشياء، د. الطائع الحداوي من المغرب ، فازت بجائزة الدراسات في الأدب الجغرافي.

الأعمال الفائزة عام 2006
- 1- رحلة الصفّار إلى باريس 1845-1846 لمحمد بن عبد الله الصفّار الأندلسي التطواني، تحقيق: د. سوزان ميلار من الولايات المتحدة، عرَّب النص وشارك في التحقيق د. خالد بن الصغير من المغرب، فازت بالمركز الأول لجائزة المخطوطات المحققة.
- 2- النفحة المسكية في السفارة التركية 1589 لعلي بن محمد التمكروتي، تحقيق وتقديم محمد الصالحي من المغرب، فازت بالمركز الثاني لجائزة المخطوطات المحققة.
- 3- رحلة الأمير فخر الدين المعني إلى إيطاليا 1613-1618، تحقيق وتقديم قاسم وهب من سوريا، فازت بالمركز الثالث لجائزة المخطوطات المحققة.
- 4- لا شيء .. لا أحد: يوميات في الشمال الأوروبي، فاروق يوسف من العراق، فازت بجائزة اليوميات.
- 5- رصيف القتلى: مشاهدات صحافي عربي في العراق، إبراهيم المصري من مصر، فازت بجائزة الرحلة الصحفية.
- 6- قراءة العالم: رحلات في كوبا، ريو دي جانيرو، مالي، لشبونة والهند الوسطى، خليل النعيمي من سوريا، فازت بجائزة الرحلة المعاصرة.
- 7- رحالة الغرب الإسلامي وصورة المشرق العربي من القرن السادس إلى القرن الثامن الهجري، د. عبد العزيز الجحمة من الكويت، فازت بجائزة الدراسات في الأدب الجغرافي.

الأعمال الفائزة عام 2007
- 1- رحلة الوزير في افتكاك الأسير 1690-1691 لمحمد الغساني الأندلسي، تحقيق عبد الرحيم بنحادة من المغرب.
- 2- كتاب الاعتبار لأسامة بن منقذ 1095 - 1188م، تحقيق وتقديم د. عبد الكريم الأشتر من سوريا.
- 3- مغامرة استيبانكو في أرض الهنود الحمر من أزمور إلى أريزونا: أول رحلة شرقية إلى أميركا الشمالية 1500–1539، تحقيق مصطفى واعراب من المغرب.
- 4- غبار القارات: رحلات في أميركا، كندا، مصر، الجزائر، لبنان، إيطاليا، اليونان وغيرها، خالد النجار من تونس، فازت بجائزة الرحلة المعاصرة.
- 5- تطور الفكر الجغرافي الإسلامي من بداياته إلى نهاية العصر العباسي 556 هـ- 1258، عبد الرحمن صالح مزوري من العراق- برلين، فازت بجائزة الدراسات في الأدب الجغرافي.
- 6- سفر بين العوالم: من البقاع إلى برلين، حسين شاويش من فلسطين مقيم في برلين، فازت بجائزة اليوميات.
- 7- برتقالة واحدة لفلسطين: من أريحا إلى يافا، وهي رحلة كاتب فلسطيني تحت الاحتلال ما بين 1997- 2007، تحسين يقين من فلسطين، فازت بجائزة الرحلة الصحفية.

## وصلات خارجية
الموقع الرسمي للشاعر محمد أحمد خليفة السويدي